# دائرة الإضافة بالتراكب

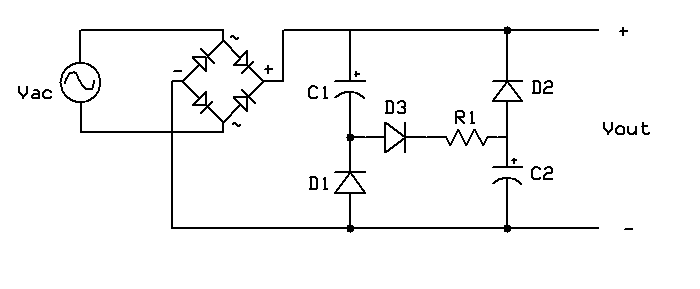
مخطط دائرة ملء الوادي

إن دائرة الإضافة بالتراكب هي نوع سلبي لدائرة تصحيح عامل القدرة (PFC).
لأغراض التوضيح، تم توضيح مقوم قنطرة ثنائيات الموجة الكاملة في المرحلة الأولى، حيث يعمل ذلك المقوم على تحويل الجهد الكهربي ذي التيار المتردد إلى جهد كهربي لتيار مستمر. فعند استخدام الجهد الكهربي للتيار المتردد، يتم استخدام جهد الخط المقوم عبر النقطة C1 وC2، حيث يتم توصيل الطاقة لكلتا النقطتين عبر D3 وR1، حتى يتم توصيل الطاقة لكل من C1 وC2 لتبلغ تقريبًا نقطة منتصف ذروة الجهد الكهربي للخط. 
وعندما ينخفض الجهد الكهربي للخط لأقل من الذروة، داخل مرحلة "القنطرة"، ويبدأ الجهد الكهربي للمخرج في الانخفاض نحو منتصف الجهد الكهربي لخط الذروة. وعند هذه النقطة تبدأ C1 وC2 في التفريع داخل الحمل عند الجهد الكهربي للمخرج، عبر D1 وD2 على التوالي. 
وتكون R1 مطلوبة للحد من تدفق التيار الهائل، والتداخل الكهرومغناطيسي (EMI). 

تكمن فائدة هذا التصميم في بساطته. لكن من مساوئ هذا التصميم أن هذا الجهد الكهربي المتموج لا يزال يمثل 50% من الذروة, ويبلغ إجمالي التشويه التوافقي (THD) %35، وهذه نسبة كبيرة نسبيًا.